# Ulises de la Cruz
Ulises Hernán de la Cruz Bernoid, né le 8 février 1974 à Piquiucho, est un footballeur équatorien, évoluant au poste de défenseur (latéral droit).
Il compte 101 sélections et 6 buts en équipe d'Équateur, ce qui en fait le troisième joueur le plus capé de l'histoire de la sélection, derrière Iván Hurtado (167 sélections) et Alex Aguinaga (109 sélections).

## Carrière

### En club
- 1991-1994 : Deportivo Quito  Équateur
- 1995 : Barcelona SC  Équateur
- 1995 : Cruzeiro EC  Brésil
- 1996 : SD Aucas  Équateur
- 1997-1999 : LDU Quito  Équateur
- 1999 : Cruzeiro EC  Brésil
- 2000 : LDU Quito  Équateur
- 2001 : Barcelona SC  Équateur
- 2001-2002 : Hibernian Édimbourg  Écosse
- 2002-2006 : Aston Villa  Angleterre
- 2006-2008 : Reading FC  Angleterre
- 2009 : Birmingham City  Angleterre
- 2009- : LDU Quito  Équateur

### En sélection
En juin 2002, le sélectionneur Hernán Darío Gómez annonce qu'Ulises de la Cruz est retenu dans la liste des 23 joueurs pour jouer la Coupe du monde 2002 au Japon.
Quatre ans plus tard, il est de nouveau convoqué par Luis Fernando Suárez pour participer à la Coupe du monde 2006 en Allemagne avec l'Équateur.

## Statistiques

### En sélection nationale
| Saison                | Sélection             | Phases finales        | Phases finales | Phases finales | Phases finales | Éliminatoires CDM | Éliminatoires CDM | Éliminatoires CDM | Matchs amicaux | Matchs amicaux | Matchs amicaux | Total | Total | Total |
| Saison                | Sélection             | Compétition           | M              | B              | Pd             | M                 | B                 | Pd                | M              | B              | Pd             | M     | B     | Pd    |
| --------------------- | --------------------- | --------------------- | -------------- | -------------- | -------------- | ----------------- | ----------------- | ----------------- | -------------- | -------------- | -------------- | ----- | ----- | ----- |
| 1994-1995             | Équateur              | Copa América 1995     | -              | -              | -              | -                 | -                 | -                 | 2              | 0              | 0              | 2     | 0     | 0     |
| 1996-1997             | Équateur              | Copa América 1997     | 3              | 0              | 0              | 1                 | 0                 | 0                 | 1              | 0              | 0              | 5     | 0     | 0     |
| 1997-1998             | Équateur              | -                     | -              | -              | -              | 3                 | 0                 | 0                 | 2              | 0              | 0              | 5     | 0     | 0     |
| 1998-1999             | Équateur              | Copa América 1999     | 3              | 0              | 0              | -                 | -                 | -                 | 9              | 1              | 0              | 12    | 1     | 0     |
| 1999-2000             | Équateur              | -                     | -              | -              | -              | 6                 | 1                 | 0                 | 2              | 0              | 0              | 8     | 1     | 0     |
| 2000-2001             | Équateur              | Copa América 2001     | 3              | 0              | 1              | 7                 | 0                 | 0                 | 1              | 0              | 0              | 11    | 0     | 1     |
| 2001-2002             | Équateur              | Coupe du monde 2002   | 3              | 0              | 1              | 5                 | 1                 | 0                 | 5              | 0              | 0              | 13    | 1     | 1     |
| 2002-2003             | Équateur              | -                     | -              | -              | -              | -                 | -                 | -                 | 4              | 0              | 0              | 4     | 0     | 0     |
| 2003-2004             | Équateur              | Copa América 2004     | 3              | 0              | 0              | 7                 | 1                 | 0                 | -              | -              | -              | 10    | 1     | 0     |
| 2004-2005             | Équateur              | -                     | -              | -              | -              | 7                 | 1                 | 0                 | 1              | 0              | 0              | 8     | 1     | 0     |
| 2005-2006             | Équateur              | Coupe du monde 2006   | 4              | 0              | 0              | 3                 | 0                 | 0                 | 3              | 0              | 0              | 10    | 0     | 0     |
| 2006-2007             | Équateur              | Copa América 2007     | 2              | 0              | 0              | -                 | -                 | -                 | 6              | 1              | 0              | 8     | 1     | 0     |
| 2007-2008             | Équateur              | -                     | -              | -              | -              | 3                 | 0                 | 0                 | -              | -              | -              | 3     | 0     | 0     |
| 2009-2010             | Équateur              | -                     | -              | -              | -              | -                 | -                 | -                 | 2              | 0              | 0              | 2     | 0     | 0     |
| Total sur la carrière | Total sur la carrière | Total sur la carrière | 21             | 0              | 2              | 42                | 4                 | 0                 | 38             | 2              | 0              | 101   | 6     | 2     |

## Palmarès
- International équatorien (101 sélections, 6 buts) depuis le 28 mai 1995 : Japon 3 - 0 Équateur.